# وادي الفويلق
وادي الفويلق  أحد أودية منطقة القصيم وسط السعودية، يُعد الوادي أحد الروافد المهمة لوادي الرمة.

## الوصف
وادي الفويلق وادٍ كبير تأتي أعالي سيوله من جبال الموشم، ويقع في شمال غرب منطقة القصيم، ثم يتجه إلى الشمال الشرقي تاركًا جبل ساق إلى يمينه وجبل صارة إلى شماله، حتى يصب في الجو الذي فيه محافظة عيون الجواء ما بين هذه المحافظة وقرية روضة الجواء.